# Olovligt brukande
Olovligt brukande är ett brott enligt 10 kap. 7 § Brottsbalken (BrB).
Att enbart bruka något är inget brott. Vållar brukaren skada eller olägenhet, döms han för olovligt brukande till böter eller fängelse i högst ett år.
Samma gäller om innehavaren av en fastighet brukar denna till men för annans rätt till den genom att olovligen bygga, gräva, plöja, ta upp väg, låta kreatur beta eller vidta någon annan dylik åtgärd.
Vid olovligt brukande förutsättes för straffbarhet
- dels att gärningsmannen brukar saken uppsåtligen
- dels ock att han därigenom uppsåtligen eller av oaktsamhet vållar skada eller olägenhet

Härigenom har tillämpningsområdet begränsats till de verkligt straffvärda gärningarna, huvudsakligen sådana genom vilka gärningsmannen åsidosätter den skyldighet att väl vårda godset som gäller beträffande såväl anförtrodd egendom som hittegods.
Med skada åsyftas förmögenhetsskada. Det är alltså närmast fråga om straffbeläggande av vållande till skada, ouppsåtlig skadegörelse som sker genom brytande av vårdnadsplikt. Emellertid har gärningen ansetts straffvärd även om den lett till ringa eller ingen påvisbar skada och det fordras därför ej att skada inträtt utan blott att olägenhet uppkommit.
Tilltalad som har brukat två bilar i det ena fallet under fyra och i det andra fallet under tre veckor efter hyrestidens utgång har dömts för olovligt brukande eftersom risk har förelegat att bilarna härigenom skulle skadas enligt NJA 1987 s. 388.
Är brottet grovt, döms till fängelse, lägst sex månader och högst fyra år.

## Förarbete
- (Se NJA II 1942 s 473.)